# Zaessingue
Zaessingue é uma comuna francesa na região administrativa de Grande Leste, no departamento Alto Reno. Estende-se por uma área de 4,96 km². Em 2010 a comuna tinha 387 habitantes (densidade: 78 hab./km²).